# Обернене за модулем число
Обернене за модулем щодо цілого число a за модулем m — це ціле x, таке що
{\displaystyle a^{-1}\equiv x{\pmod {m}}.}
Тобто, це обернене число в кільці цілих за модулем m. Тотожно до
{\displaystyle ax\equiv aa^{-1}\equiv 1{\pmod {m}}.}
Обернене за модулем число щодо a по модулю m існує, якщо a і m взаємно прості (тобто, якщо НСД(a, m) = 1). Якщо обернене за модулем число щодо a по модулю m існує, операцію ділення на a за модулем m можна визначити як множення на обернене, яке по суті є тією самою концепцією, що і ділення в полі дійсних чисел.
Часто його знаходять за допомогою розширеного алгоритму Евкліда.

## Пояснення
Коли обернене існує, воно завжди єдине в {\displaystyle \mathbb {Z} _{m}}, де m — це модуль. Отже x, вибраний як обернене за модулем зазвичай член {\displaystyle \mathbb {Z} _{m}}.
Наприклад,
{\displaystyle 3^{-1}\equiv x{\pmod {11}}}
породжує
{\displaystyle 3x\equiv 1{\pmod {11}}}
Найменший x, що розв'язує цю тотожність це 4: {\displaystyle 3*4=12\equiv 1{\pmod {11}}}.
Можна розв'язати це рівняння і по іншому:
{\displaystyle x={\frac {1}{3}}={\Big (}1\equiv 12{\pmod {11}}{\Big )}={\frac {12}{3}}=4.}